# White Tigers
I White Tigers (in cinese: 白虎) erano una gang di strada sino-americana attiva principalmente a Flushing, nel Queens di New York, e nella parte nord di Chinatown, tra l'inizio degli anni '80 e la metà degli anni '90. Il gruppo nacque nel 1980, fondato da immigrati cinesi di origine cantonese e taiwanese, oltre che da giovani cinesi nati negli Stati Uniti (noti come ABC, American-born Chinese).
La banda adottò il colore bianco per il proprio abbigliamento, in linea con il nome White Tigers (tigri bianche). Durante gli anni '80, i White Tigers furono coinvolti in violente guerre di territorio contro altre gang locali, come i più giovani Green Dragons. Le loro attività criminali spaziavano dall’estorsione al sequestro di persona, dal gioco d’azzardo illegale al racket, fino al traffico di droga e di esseri umani, incendi dolosi e omicidi.

## Territorio
All'inizio degli anni '80, nuove gang cominciarono ad emergere nelle aree periferiche degli altri distretti di New York, seguendo i flussi della migrazione cinese. Nel quartiere di Flushing, nel Queens, si sviluppò una crescente comunità cinese dalla quale nacquero successivamente i White Tigers.
Fin dai primi tempi, la gang iniziò a sfruttare la popolazione locale, commettendo rapine ed estorcendo denaro ai commercianti della zona. Anche se avevano ottenuto il permesso di operare in una piccola area della Chinatown alta di Manhattan, precisamente in Mott Street grazie a un accordo con i Ghost Shadows, il loro territorio principale restava il Queens.
Secondo diversi esperti, questa zona era considerata un territorio "vergine", ancora poco controllato da organizzazioni criminali strutturate. Questa condizione offrì ai White Tigers l'opportunità perfetta per espandersi e prosperare rapidamente.

## Organizzazione
Per quanto riguarda le dimensioni effettive dell'organizzazione, le fonti variano. Un ex membro ha dichiarato che i White Tigers contavano circa 10 membri centrali e tra i 20 e i 30 affiliati periferici. Un'altra stima, riferita ad organizzazioni di dimensioni simili come i Green Dragons, la Taiwan Brotherhood e i Golden Star, parla di un massimo di 20 membri centrali e fino a 50 affiliati esterni.
Elizabeth Glazer, a capo dell'unità criminalità organizzata presso l'ufficio del procuratore degli Stati Uniti per il Distretto Sud di New York, descrisse i White Tigers come una gang relativamente poco organizzata, composta da circa 35-40 membri.
Quello che è certo è che la composizione dell'organizzazione era simile a quella delle altre bande attive a Flushing, nel Queens, durante quel periodo. Una realtà ben diversa dalle grandi organizzazioni criminali di Manhattan, come i Ghost Shadows e i Flying Dragons, che potevano contare rispettivamente su circa 100 membri centrali e oltre 200 affiliati periferici.

### Membri noti

#### Chris Chin
È stato il capo dell'organizzazione. È stato menzionato durante l'udienza davanti alla Sottocommissione permanente sulle indagini sul crimine organizzato asiatico, facente parte della Commissione per gli Affari Governativi, nella prima sessione tenutasi il 3 ottobre e il 5–6 novembre 1991.

#### Ah Kin
È il fratello di Chris Chin. Ha fatto affari in un nightclub situato nel territorio dei Green Dragons, chiamato Fa Chung Fa. Questo gesto ha infranto la tregua secondo cui il quartiere di Elmhurst spettava ai Green Dragons, mentre Flushing era riservati ai White Tigers.

#### Wei Hung Lee
È stato arrestato il 2 giugno 1993 con l'accusa di traffico di immigrati, all'età di 32 anni.

#### David Lien
Soprannominato "Lobster" per via del suo piatto preferito, è stato arrestato il 2 giugno 1993 all'interno di un negozio di alimentari gestito dalla sua famiglia in Elizabeth Street, nel cuore di Chinatown. Su di lui gravano accuse di omicidio, incendio doloso e attività illecite legate al racket, commesse nell'arco di cinque anni.

#### Edwin Arroyo
Soprannominato "Lumpy" per via di una protuberanza di carne tra due cicatrici sulla fronte, è stato arrestato il 2 giugno 1993 presso la Edgecombe Correctional Facility, situata sulla 163ª strada nel Bronx, dove stava partecipando a un programma di riabilitazione per detenuti. Le accuse a suo carico comprendono omicidio, incendio doloso e attività estorsive legate al racket, commesse nell’arco di cinque anni.

#### Ruan Jian Wei
È stato arrestato nella sua residenza in Henry Street a Chinatown il 2 giugno 1993. È accusato di omicidio, incendio doloso e attività di racket commesse nell'arco di cinque anni.

## Iniziazione
I White Tigers, non essendo affiliati ufficialmente ad alcun Tong (organizzazione segreta sino-americana), non avevano gli stessi valori tradizionali delle antiche organizzazioni alleate alle Triadi. In una Triade tradizionale, un delinquente minorenne particolarmente promettente viene portato in un luogo segreto e, dopo aver bruciato dell'incenso, viene chiesto al giovane candidato di giurare fedeltà per tutta la vita alla società alla quale appartiene. Il giuramento recita:
"Soffrirò la morte colpito da cinquecento fulmini se non mantengo questo giuramento (…) Riconoscerò sempre i miei fratelli della Triade quando si identificheranno. Se li ignorerò, sarò ucciso da una miriade di spade (…) Se venissi arrestato dopo aver commesso un reato, dovrò accettare la mia punizione e non cercare mai di implicare nessuno dei miei fratelli giurati. Se lo farò, sarò ucciso da cinquecento fulmini (…)".
Un membro dei White Tigers, invece, ha ricordato di essersi unito all'organizzazione accettando il loro invito, andando al ristorante e festeggiando mangiando e bevendo fino a ubriacarsi. Non c'era alcuna cerimonia di iniziazione.

## Accuse

### Tratta di esseri umani
I White Tigers aiutavano i trafficanti di immigrati, incontrandoli al loro arrivo negli Stati Uniti, via aerea o via mare e tenendo prigionieri i passeggeri fino a quando non veniva concordato il pagamento di una tassa di contrabbando. In una casa a Bayside, Queens, a seguito di un blitz della polizia, sono stati trovati 22 immigrati cinesi sorvegliati dai membri dei White Tigers. Gli immigrati erano giunti illegalmente negli Stati Uniti il 2 giugno 1993.

### Omicidio
Nel 1993, 17 membri dei White Tigers sono stati incriminati con l'accusa di omicidio da parte del Dipartimento di Polizia di New York e dalla DEA (Drug Enforcement Administration).

## Nella cultura popolare
L'organizzazione è stata descritta come la rivale dei Green Dragons nel film Revenge of the Green Dragons (2014), diretto da Andrew Lau e Andrew Loo.